# Okamoto Tatsuya
Tatsuya Okamoto (sinh ngày 19 tháng 9 năm 1986) là một cầu thủ bóng đá người Nhật Bản.

## Sự nghiệp câu lạc bộ
Tatsuya Okamoto đã từng chơi cho Júbilo Iwata, Mito HollyHock và Gainare Tottori.